# Wally Funk

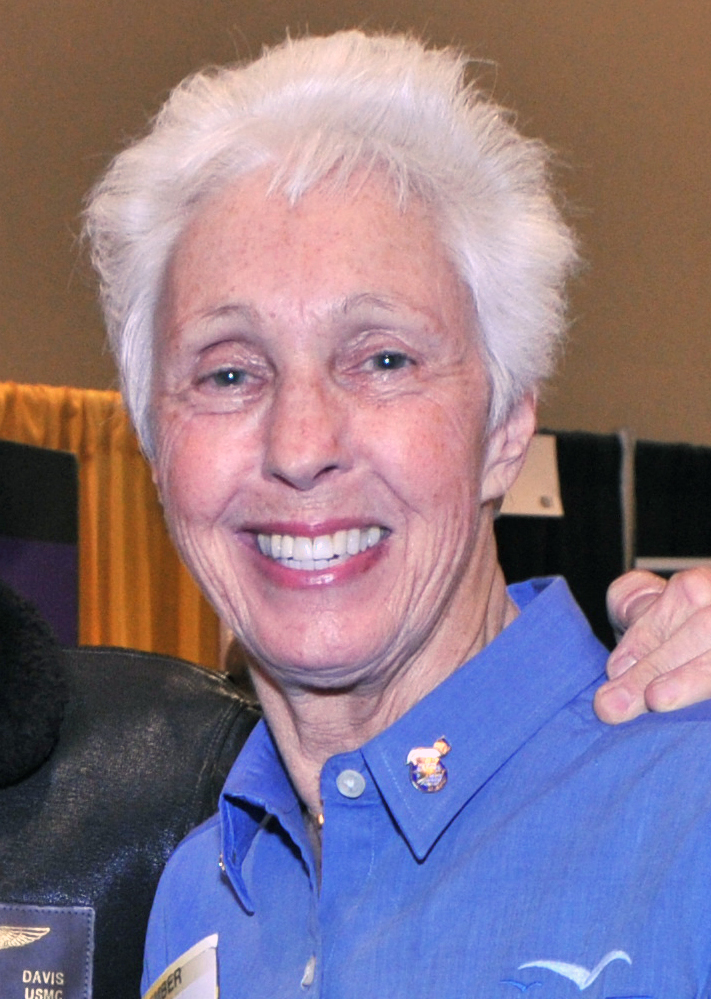
Wally Funk in 2012

Mary Wallace Funk (1 februari 1939) is een Amerikaans piloot, astronaut, en Goodwillambassadeur. 
Ze was de eerste vrouwelijke luchtwaardigheidsonderzoeker van het National Transportation Safety Board, de eerste vrouwelijke FAA-inspecteur en lid van de Mercury 13, een groep vrouwelijke astronauten die getraind werden voor de ruimtevaart maar nooit een vlucht maakten.
In 2021 maakte ze een toeristische ruimtevlucht met Blue Origins NS-16.